# Richard Rosson
Pour les articles homonymes, voir Rosson (homonymie).
Richard Rosson, également connu sous le nom de Dick Rosson, est un acteur, réalisateur et scénariste américain du cinéma muet, né Richard Marquez Rosson, le 4 avril 1893 à New York, et mort le 31 mai 1953 à Pacific Palisades, en Californie.

## Biographie
Richard Rosson était le frère d'Arthur Rosson, aussi acteur et réalisateur, et de Harold Rosson, directeur de la photographie. Leur sœur Helene Rosson fut aussi une actrice.

## Filmographie partielle

### Acteur
- 1914 : By the Sun's Rays, de Charles Giblyn
- 1914 : The Old Cobbler, de Murdock MacQuarrie
- 1914 : The Lie, d'Allan Dwan
- 1914 : The Embezzler, d'Allan Dwan
- 1914 : Richelieu d'Allan Dwan
- 1915 : The Pretty Sister of Jose, d'Allan Dwan
- 1915 : A Small Town Girl, d'Allan Dwan
- 1917 : Panthea, d'Allan Dwan
- 1918 : Le Premier Pas (The Shoes That Danced), de Frank Borzage
- 1918 : Madame Sphinx de Thomas N. Heffron
- 1918 : The Ghost Flower, de Frank Borzage
- 1919 : Chasing Rainbows de Frank Beal
- 1921 : For Those We Love

### Coréalisateur
- 1932 : Le Harpon rouge (Tiger Shark), de Howard Hawks
- 1933 : Après nous le déluge (Today we live), de Howard Hawks
- 1941 : The Get-Away d'Edward Buzzell

### Réalisateur
- 1926 : Mondaine (Fine Manners)
- 1927 : Frères ennemis (Rolled Stockings)
- 1927 : La Blonde ou la Brune? (Blonde or Brunette)
- 1927 : The Wizard (en)
- 1927 : Ritzy
- 1928 : The Escape
- 1928 : Road House
- 1935 : West Point of the Air (en)
- 1936 : West Point of the South (court métrage)
- 1937 : Hideaway (en)
- 1937 : Behind the Headlines
- 1943 : Corvette K-225

### Scénariste
- 1914 : The End of the Feud, d'Allan Dwan